# Sztuka wideo

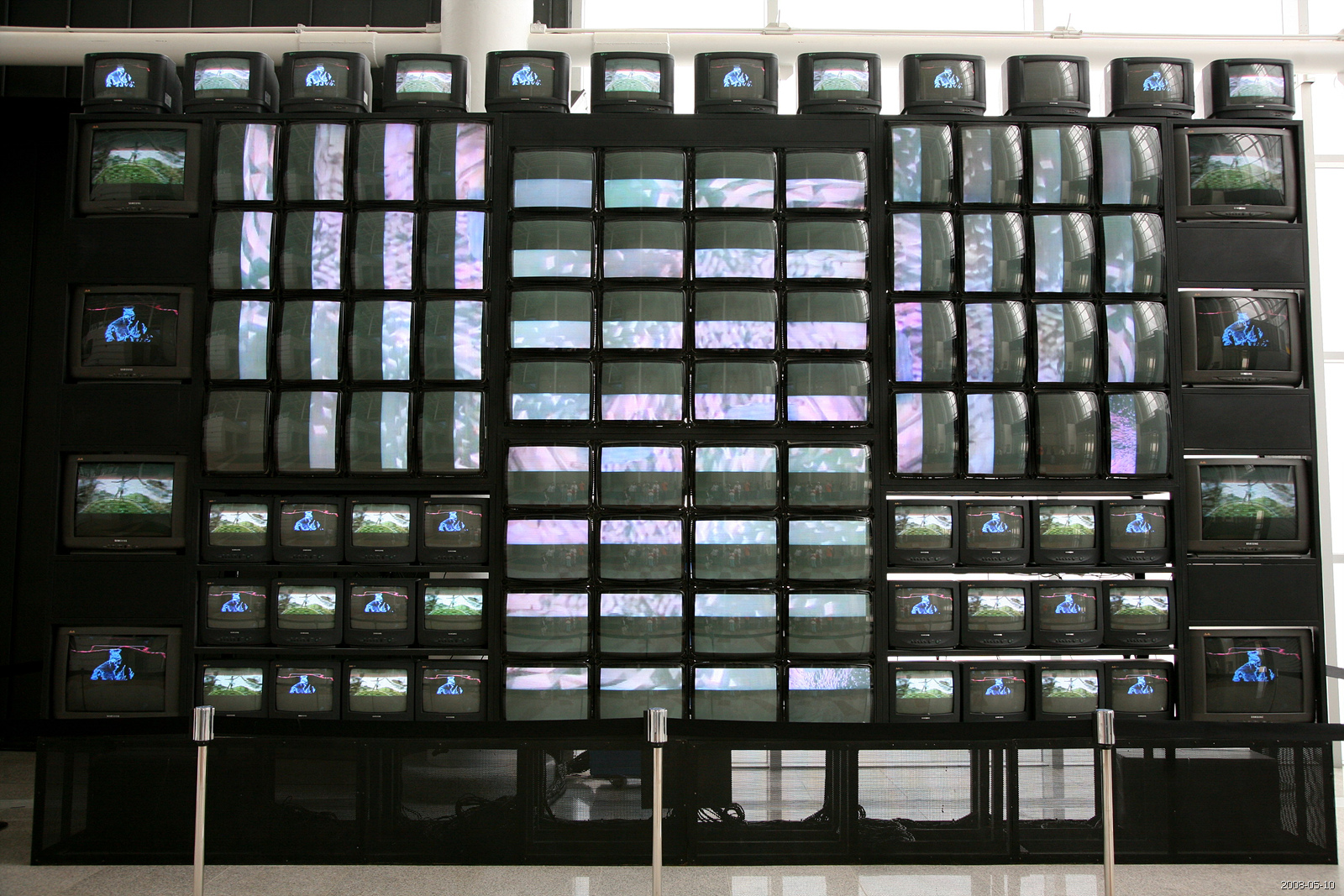
Instalacja wideo Nam June Paika

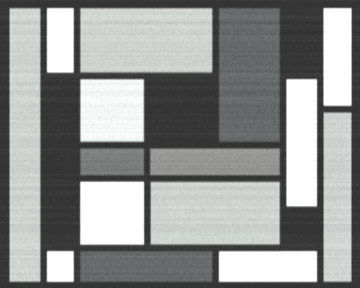
Domingo Sarrey, Kwadraty, 1968, kadr z filmu

Sztuka wideo (wideo-art, video-art) – dyscyplina sztuki wykorzystująca ruchome obrazy i dźwięki przekazywane za pomocą techniki telewizyjnej. Rozwinęła się w latach 60. i 70. XX wieku i jest nadal praktykowana. Wywodzą się z niej instalacje wideo. Technologię wideo wprowadzili do sztuki w 1963 Nam June Paik i Wolf Vostell (wideo Sun in your head oraz instalacje 6 TV De-coll/age, 1963).

## Historia sztuki wideo
Nazwa „video art” pochodzi od taśmy wideo, która była najczęściej używana we wczesnych latach rozwoju sztuki wideo. Obecne możliwości techniczne pozwalają zapisywać obrazy na płytach CD, DVD, taśmach cyfrowych czy też twardych dyskach. Intencje sztuki wideo są różne od badania granic samego medium aż do rygorystycznego atakowania oczekiwań widza wykształtowanych przez kino czy teatr.
Mówi się, że sztuka wideo powstała w roku 1969 wraz z pierwszą rejestracją wideo której dokonał Nam June Paik, kiedy stał w korku za pomocą kamery Sony Portpak. Natomiast pierwszego działania na telewizji dokonał Wolf Vostell filmując taśmą światłoczułą ekran telewizora. W ten sposób stworzył, dekonstruując medium telewizyjne specyficzny found footage.
Przed wprowadzeniem na rynek konsumencki kamery Sony Portpak dostępne były jedynie kamery na taśmę analogową (8 mm lub 16 mm), co nie dawało możliwości natychmiastowego odtworzenia materiału. Dlatego też wielu artystów uznało wideo za bardziej atrakcyjne niż taśmę filmową, zwłaszcza że medium to było łatwiej dostępne a ówczesna technologia pozwalała na edytowanie i modyfikowanie obrazu w sposób nieosiągalny wcześniej. Wykorzystał to Peter Campu’s do stworzenia nowatorskiego dzieła sztuki wideo – „Double Vision Peter”. Połączył dwa sygnały wideo poprzez elektroniczny mikser, w wyniku czego powstał obraz mocno zniekształcony.

## Sztuka wideo w Polsce
W pierwszej połowie lat 70. artyści skupieni wokół łódzkiego Warsztatu Formy Filmowej, zafascynowani twórczością F. i S. Themersonów i zainteresowani nowymi mediami, zaczęli eksperymentować z techniką telewizyjną. Swoje prace w formie instalacji zaprezentowali w 1973 w Muzeum Sztuki w Łodzi, co dało początek sztuki wideo w Polsce.
Szerzej zaistniała po roku 1985, głównie w środowisku artystów łódzkich (Józef Robakowski, Zbigniew Libera, Jerzy Truszkowski, Łódź Kaliska), ale popularność zyskała dopiero po roku 1989. W roku 1989 odbył się we Wrocławiu festiwal WRO (od 1993 roku jako Międzynarodowe Biennale Sztuki Mediów) główne miejsce prezentacji video-artu i sztuki nowych mediów w Polsce (K. Kozyra, I. Krenz, M. Wasilewski, P. Wyrzykowski, A. Żebrowska).
Po roku 2000 wideo stało się medium chętnie używanym przez takich artystów jak: A. Żmijewski, M. Brzeziński, A. Orlikowska, W. Polak, Anna Molska, Rafał Dominik.

## Estetyka wideo
Typologia twórczości wideo oscyluje dookoła trzech głównych strategii i typów obrazu wyróżnionych w 2003 roku przez artystę i teoretyka Michała Brzezińskiego, który opierał się głównie na tekstach R. W. Kluszczyńskiego i tekstach, oraz pracach artystycznych W. i S. Vasulków, J. Robakowskiego, W. Bruszewskiego. W jego manifeście artystycznym wyróżnione są trzy strategie przeniesione do sztuki wideo z filmu eksperymentalnego i wskazują one na ciągłość i nierozerwalność obu dziedzin sztuki. Na polskim gruncie Kluszczyński (Film – wideo – multimedia. Sztuka ruchomego obrazu w erze elektronicznej) wskazywał na ową ciągłość za przykładem twórczości procesualnej artystów tworzących performance przy użyciu wideo, której antycypację odnajdujemy w performatywnym filmie strukturalnym, a która następnie rozwija się w środowisku informatycznym (dziś np. processing). Natomiast pogranicze sztuki instalacji i filmu eksperymentalnego zostało opisane już przez Gene Youngblooda w klasycznej dziś książce z 1970 roku Expanded Cinema. Typologia obrazów zaproponowana przez Brzezińskiego znajduje więc zastosowanie zarówno w analizie filmu eksperymentalnego, jak i przy analizie analogowych taśm wideo, analizie wideo cyfrowego, a także znajduje zastosowanie do opisu obrazów wchodzących w skład instalacji wideo, oraz performance z użyciem wideo.
- Typ 1: Home Video, notacja wideo znana np. z twórczości Józefa Robakowskiego, czy Jonasa Mekasa (najważniejsza praca Robakowskiego Idę powstała w 1973 roku i wykorzystywała kamerę 35 mm oraz system zapisu dźwięku). Notacje takie ukazują subiektywność i obecność osoby stojącej za kamerą. Kamera odgrywa aktywną więc rolę w samym obrazie, przez co nawiązuje do Człowieka z kamerą. Jest to podstawowa poetyka obrazu z małych kamer: elektronicznych i cyfrowych kamer wideo, a także filmowych kamer 8 mm i 16 mm.
- Typ 2: Found Footage, strategia artystyczna znana między innymi z filmów montażowych G. Deborda, używana także przez Franciszkę i Stefana Themersonów w filmie Calling Mr. Smith.
- Typ 3: Closed-Eye-Vision, jako specyficzna odmiana filmu strukturalnego, czyli strategia artystyczna zdefiniowana przez S. Brakhage’a. Obrazy tego typu są tworzone z pominięciem kamery poprzez oddziaływanie artystów bezpośrednio na taśmę filmową. W przypadku wideo analogowego i cyfrowego, obrazy tego typu tworzone są poprzez wyłanianie szumów i zniekształceń taśmy, poprzez sprzężenie zwrotne kamery i telewizora, lub poprzez działanie samego komputera.

Michał Brzeziński wskazuje iż wszystkie te tropy odnajdujemy już np. w twórczości Robakowskiego. Wiele prac wideo i filmów eksperymentalnych łączy te typologie na różne sposoby i nadaje im rozmaite znaczenia. Len Lye łączy found Footage i Closed-Eye-Vision w filmie „Trade Tatoo”, sam S. Brakhage łączy estetykę nazwaną przez Brzezińskiego „home video” i Closed-Eye-Vision w filmie „Dog Star Man”. W swoim manifeście, a jednocześnie teorii wideo Brzeziński postanowił połączyć je wszystkie w teorii tzw. Wideo-tożsamości. Wideo-tożsamość budować ma się w wyniku spójnego połączenia owych typologii w formie projekcji ekranowej. Teoria Wideo-tożsamości opiera się na trzech paralelach:
1. Paralela found footage i kultury jako zbioru znaków i cytatów.
2. Paralela home wideo i poznania zmysłowego.
3. Paralela Wizji Zamkniętych Oczu i obrazów wewnętrznych które pojawiają się w umyśle po oderwaniu go od bodźców zewnętrznych (np. komora deprywacji sensorycznej).

W tym sensie jego teoria dąży do scalenia w wideo rozmaitych kanałów ludzkiej percepcji świata. Od czasu K. Irzykowskiego jest to jedyna polska tak komplementarna teoria, która ma zastosowanie nie tylko na polu twórczości wideo, ale także daje się zastosować do wszelkiego rodzaju twórczości filmowej (według Brzezińskiego język filmu jest nasycony terrorem poprawności który zmienia nawyki percepcyjne i sprawia, że wypowiedź filmowa uzależniona jest od kapitału). Teoria ta potwierdzona została jego unikalną twórczością artystyczną i widoczna jest w takich filmach jak „Warszawa 2003”, „AV'60”, „Modern Post Mortem”.

## Zasłużeni artyści sztuki wideo
- Wolf Vostell
- Vito Acconci
- Joan Jonas
- Nam June Paik
- Bruce Nauman
- Martha Rosler
- Domingo Sarrey
- Dieter Froese
- Steina and Woody Vasulka
- John Baldessari
- Slobodan Pajic
- Andy Warhol
- Jean Luc Godard
- Robert Rauschenberg
- Valie Export

## Współcześni artyści sztuki wideo
- Bill Viola
- Pipilotti Rist
- Stefano Pasquini
- Matthias Müller
- Fred Forest
- Sadie Benning
- Krzysztof Wodiczko
- Martin Arnold
- Peter Campus
- Katarzyna Kozyra
- Steve McQueen (reżyser)
- Michał Brzeziński
- Shirin Neshat
- Józef Robakowski
- Izabella Gustowska
- Charles Atlas
- Artur Żmijewski
- Piotr Kotlicki
- Douglas Gordon
- Anna Molska[1]
- Doug Aitken
- Eija-Liisa Ahtila
- Matthew Barney
- Agnieszka Polska
- Mirosław Rogala
- Zuzanna Janin